# Sarolta Kovács
Sarolta Kovács (Tapolca, 12 marzo 1991) è una pentatleta ungherese.

## Palmarès
In carriera ha conseguito i seguenti risultati:
- Giochi olimpici

Tokyo 2020: bronzo nell'individuale.
- Mondiali:

Budapest 2008: oro nella staffetta.
Londra 2009: bronzo nella gara a squadre.
Kaohsiung 2013: argento nella staffetta.
Berlino 2015: bronzo a squadre.
Mosca 2016: oro individuale e a squadre.
Città del Messico 2018: oro a squadre.
- Europei

Riga 2007: bronzo nella staffetta.
Lipsia 2009: bronzo nella gara a squadre.
Debrecen 2010: oro nella staffetta.
Medway 2011: oro nella gara a squadre e nella staffetta.
Sofia 2012: bronzo nella gara a squadre.
Minsk 2017: argento individuale e a squadre, bronzo nella staffetta mista.
Székesfehérvár 2018: oro a squadre, bronzo individuale e nella staffetta mista.